# Zonophryxus retrodens
Zonophryxus retrodens is een pissebed uit de familie Dajidae. De wetenschappelijke naam van de soort is voor het eerst geldig gepubliceerd in 1903 door Richardson.